# Multipotenzialità
Multipotenzialità (dall’inglese multipotentiality) identifica la qualità e la capacità delle persone che hanno più interessi e attività, una forte curiosità intellettuale, sono creativi ed eccellono in più settori. Questo tipo di persone si definiscono multipotenziali.
Per alcuni aspetti il multipotenziale rappresenta l’opposto dello specialista.

## Contesto
Progressivamente, dalla rivoluzione industriale e soprattutto dal XX secolo, la cultura del lavoro e professionale ha sostenuto la specializzazione. Sono quindi diventate sempre più importanti e richieste figure di specialisti nelle diverse mansioni e competenze. Tuttavia, nel nuovo millennio, vi è una rinnovata attenzione verso soggetti generalisti, utili in un contesto di flessibilità del lavoro, dei ruoli e delle professionalità.

## Definizione e studi
Si parla di multipotentiality dagli anni Settanta principalmente in psicologia e in psicologia dell’educazione. Nel 1972 R.H. Frederickson ha definito “multipotentialed person" una persona che quando si trova in contesti appropriati, può selezionare e sviluppare una serie di competenze ad alto livello.
A partire dagli anni Novanta si presta sempre più attenzione alla tematica.
Barbara Kerr – psicologa dell’educazione e docente di psicologia del counseling – ha contribuito ulteriormente ad approfondire alcune questioni relative alla multipotenzialità. Lei definisce la multipotenzialità come “la capacità di selezionare e sviluppare più carriere (career options) a causa di un’ampia varietà di interessi, attitudini, talenti e abilità”. La studiosa si è occupata di multipotenzialità analizzando anche le problematiche relative alla pianificazione e allo sviluppo delle carriere. Una delle difficoltà degli individui multipotenziali è infatti quella di scegliere quali percorsi formativi e professionali intraprendere. Si tratta di una difficoltà molto presente in questo tipo di persone soprattutto in età scolare e può avere degli strascichi anche nelle successive fasi della vita.
Nel 2010, Tamara Fischer – la quale si occupa di educazione di bambini dotati - parla di multipotentiality in un articolo di approfondimento. Lei definisce la multipotenzialità come “la condizione di chi ha molti talenti eccezionali, ognuno o la maggior parte dei quali possono costituire una buona carriera per quella persona”. Oltre agli aspetti positivi di questa condizione, anche lei sottolinea la grande difficoltà che gli individui multipotenziali possono avere nel compiere delle scelte importanti per la propria formazione e carriera.
L’evento che molto probabilmente ha contribuito più di tutti alla diffusione del concetto di multipotenzialità anche in Italia è stato il discorso di Emilie Wapnick al Ted nel 2015 intitolato Perché alcuni di noi non hanno un’unica vera vocazione. Secondo la coach “Un multipotenziale è una persona che ha molti interessi e attività creative nella vita. I multipotenziali non hanno una vera vocazione come fanno gli specialisti”. Un’altra parola che la Wapnick usa per definire i multipotenziali è puttylike. Nel 2017 è stato pubblicato il suo libro sulla multipotenzialità che si intitola How to Be Everything. A Guide for Those Who (Still) Don't Know What They Want to Be When They Grow Up. Anche in Italia è stato approfondito l'argomento in blog e libri.
Altri termini usati a volte come sinonimi di multipotentility sono polymath, scanner, puttylike e Renaissance person o modi di dire come Jack of all trades, master of none. Questi termini non hanno un diretto corrispettivo in italiano, il quale può essere ricostruito grazie al concetto che veicolano, ognuno in base alla propria specificità. Una similitudine diffusa in Italia è quella tra soggetto multipotenziale e Renaissance person, come promosso anche dall'Associazione italiana Multipotenziali - APS.